# Frankfurter Poetik-Vorlesungen
Die Frankfurter Poetik-Vorlesungen (auch: Frankfurter Poetikvorlesungen) sind eine Poetik-Vorlesungsreihe an der Goethe-Universität Frankfurt am Main.

## Geschichte
Die Vorlesungen finden im Rahmen der Stiftungsgastdozentur Poetik statt, die seit dem Wintersemester 1959/60 besteht. Gründer und erster Stifter war der S. Fischer Verlag. Diese Tradition wurde 1968 unterbrochen. Ab 1979 übernahm der Suhrkamp Verlag die Finanzierung der Dozentur gemeinsam mit der Vereinigung von Freunden und Förderern der Johann Wolfgang Goethe-Universität Frankfurt am Main. Der Verlag unterstützt die Vorlesungsreihe auch nach seinem Weggang nach Berlin weiter, allerdings seit dem Sommersemester 2011 nicht mehr allein, sondern gemeinsam mit den Verlagen S. Fischer und Schöffling & Co.
Die erste Dozentin war Ingeborg Bachmann. In den Frankfurter Poetik-Vorlesungen beschäftigt sich jedes Semester ein Autor in einer Vorlesungsreihe unter einem frei gewählten Titel mit Fragen zur poetischen Produktion und ihren Bedingungen. Viele dieser Vorlesungen sind auch als Buch erschienen.

## Dozenten
Die bisherigen Dozenten waren:
- 1959/60: Ingeborg Bachmann: Probleme zeitgenössischer Dichtung
- 1960: Marie Luise Kaschnitz: Gestalten der europäischen Dichtung von Shakespeare bis Beckett
- 1960/61: Karl Krolow: Fragen zeitgenössischer Dichtung
- 1961: Pierre Bertaux, Yves Bonnefoy, Cecil Day-Lewis, Mattias Braun: Einzelvorträge
- 1963: Helmut Heißenbüttel: Grundbegriffe einer Poetik im 20. Jahrhundert
- 1964: Heinrich Böll: Zur Ästhetik des Humanen in der Literatur
- 1964/65: Hans Magnus Enzensberger: Spielen Schriftsteller eine Rolle?
- 1966/67: Reinhard Baumgart: Aussichten des Romans
- 1967: Wolfgang Hildesheimer: Prosa des Absurden
- 1967/68: Hans Erich Nossack: Ist Poesie lehrbar?
- 1979: Uwe Johnson: Begleitumstände
- 1979/80: Adolf Muschg: Literatur als Therapie? Ein Exkurs über das Heilsame und das Unheilbare
- 1980: Peter Rühmkorf: agar agar: zaurzaurim. Zur Naturgeschichte des Reims und der menschlichen Anklangsnerven
- 1980/81: Martin Walser: Selbstbewusstsein und Ironie
- 1981: Günter Kunert: Vor der Sintflut: das Gedicht als Arche Noah
- 1981/82: Peter Bichsel: Der Leser. Das Erzählen
- 1982: Christa Wolf: Voraussetzungen einer Erzählung: Kassandra
- 1982/83: Wolfgang Koeppen: Ist der Schriftsteller ein unnützer Mensch?
- 1983/84: Peter Härtling: Der spanische Soldat oder Finden und Erfinden
- 1984: Friedrich Dürrenmatt: Vortrag: Kunst und Wissenschaft
- 1984: Paul Nizon: Am Schreiben gehen
- 1984/85: Ernst Jandl: Das Öffnen und Schließen des Mundes
- 1985: Kolloquium mit Peter Härtling, Wolfgang Hildesheimer, Adolf Muschg
- 1985/86: Hermann Burger: Vom allmählichen Verfertigen der Idee beim Schreiben
- 1986: Hermann Lenz: Leben und Schreiben
- 1986/87: Hans Mayer: Gelebte Literatur. Lebenserfahrung seit dem Expressionismus
- 1987: Ludwig Harig: Der berechnete Funke. Zum Sprachspiel
- 1987/88: Hilde Domin: Das Gedicht als Augenblick von Freiheit
- 1988: Peter Sloterdijk: Zur Welt kommen: zur Sprache kommen
- 1988/89: Christoph Meckel: Von den Luftgeschäften der Poesie
- 1989: Jurek Becker: Warnung vor dem Schriftsteller
- 1989/90: Günter Grass: Schreiben nach Auschwitz
- 1990: Hans Christoph Buch: Die Nähe und die Ferne
- 1990/91: Karl Dedecius: Poetik der Polen
- 1992: Walter Jens: Arbeit mit Mythen
- 1992/93: Dieter Kühn: Mein Lebensroman. Skizzen zum Modell einer Autobiographie
- 1993: Klaus Hensel, Franz Hodjak, Richard Wagner, Werner Söllner: Das Fremde im Eigenen, das Eigene im Fremden: Erfahrungen mit der Muttersprache im doppelten Exil
- 1993/94: Oskar Pastior: Das Unding an sich
- 1994/95: Bodo Kirchhoff: Legenden um den eigenen Körper
- 1995: Wolfgang Hilbig: Abriß der Kritik
- 1995/96: Dieter Wellershoff: Das Schimmern der Schlangenhaut. Existentielle und formale Aspekte des literarischen Textes
- 1996: Rolf Hochhuth: Die Geburt der Tragödie aus dem Krieg
- 1996/97: Sarah Kirsch: Von Haupt- und Nebendrachen, Dichtern und Prosaschreibern
- 1997/98: Marlene Streeruwitz: Können. Mögen. Dürfen. Sollen. Wollen. Müssen. Lassen
- 1998: Rainald Goetz: Praxis
- 1998/99: Eva Demski: ZETTELCHENS TRAUM oder „Warum sollte der Mensch nicht sein Geheimnis haben? Oder ein Tagebuch?“
- 1999: Einar Schleef: Deutscher Monolog
- 1999/2000: Hans-Ulrich Treichel: Der Entwurf des Autors
- 2001: Robert Gernhardt: Was das Gedicht alles kann: Alles
- 2001/2002: Patrick Roth: Ins Tal der Schatten
- 2003: Elisabeth Borchers: Lichtwelten. Abgedunkelte Räume
- 2003/2004: Tankred Dorst: Sich im Irdischen zu üben
- 2004: Angela Krauß: Die Gesamtliebe und die Einzelliebe
- 2004/2005: Monika Maron: Wie ich ein Buch nicht schreiben kann und es trotzdem versuche
- 2005: Robert Menasse: Die Zerstörung der Welt als Wille und Vorstellung
- 2005/2006: Wilhelm Genazino: Die Belebung der toten Winkel
- 2006: Andreas Maier: Ich
- 2006/2007: Urs Widmer: Vom Leben, vom Tod und vom Übrigen auch dies und das
- 2007: Josef Winkler: Sprache. Ich kann dich nicht besiegen. Meine Waffe bist du.
- 2008: Zur Erinnerung an Walter Kempowski, der seine Vorlesungen 2007/2008 nicht mehr halten konnte: Wilhelm Genazino, Andreas Maier, Josef Winkler, Eva Demski und Urs Widmer unter dem Motto Kempowski lesen
- 2009: Uwe Timm: Von Anfang und Ende
- 2009/2010: Durs Grünbein: Vom Stellenwert der Worte
- 2010: Navid Kermani: Über den Zufall
- 2010/2011: Ulrich Peltzer: angefangen wird mittendrin
- 2011: Sibylle Lewitscharoff: Vom Guten, Wahren und Schönen
- 2012: Thomas Meinecke: Ich als Text
- 2012: Alexander Kluge: Theorie der Erzählung
- 2013: Michael Lentz: Atmen Ordnung Abgrund
- 2013: Juli Zeh: Treideln
- 2013/2014: Terézia Mora: Nicht Sterben
- 2014: Daniel Kehlmann: Kommt, Geister
- 2014/2015: Poetiken zwischen den Künsten: Dialoge mit der Literatur
- 2015: Clemens Meyer: Der Untergang der Äkschn GmbH
- 2015/2016: Marcel Beyer: Das blinde (blindgeweinte) Jahrhundert
- 2016: Katja Lange-Müller: Das Problem als Katalysator
- 2016/2017: Ulrike Draesner: Grammatik der Gespenster
- 2017: Michael Kleeberg: Besserem Verständniss. Ein Making-of
- 2017/2018: Silke Scheuermann: Gerade noch dunkel genug
- 2018: Christian Kracht: Emigration
- 2019: geplant: Guntram Vesper (aufgrund von Krankheit abgesagt)
- 2020: Christoph Ransmayr: Unterwegs nach Babylon
- 2020/2021: als digitale Vorlesung: Monika Rinck: Vorhersagen. Poesie und Prognose.
- 2021/2022: Judith Hermann: Wir hätten uns alles gesagt: vom Schweigen und Verschweigen im Schreiben
- 2023: Clemens J. Setz: Mysterien
- 2024: Aris Fioretos: Solarplexus. Über einen Schriftsteller und seinen Körper
- 2025: Judith Schalansky: Marmor, Quecksilber, Nebel. Woraus die Welt gemacht ist